# Arkalochori
Arkalochori (en griego: Αρκαλοχώρι, romanizado: Arkalochóri) es una localidad y unidad municipal de Grecia ubicada en la isla de Creta. Pertenece a la unidad periférica de Heraclión, y al municipio de Minoa Pediada. En el año 2011 la unidad municipal tenía 10 476 habitantes, mientras que la localidad contaba con 4313 habitantes.

## Cueva de Arkalojori

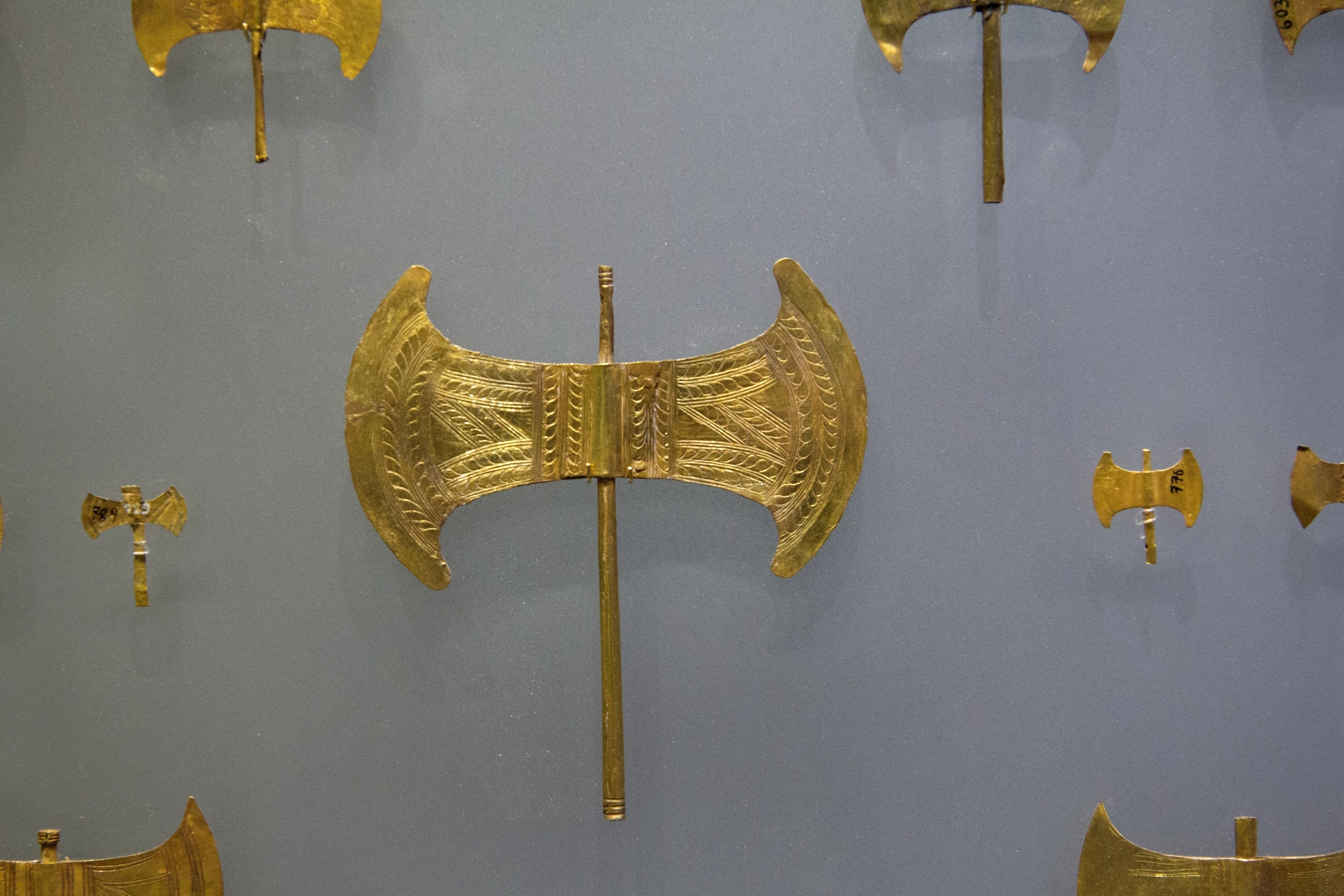
Algunas de las dobles hachas de oro halladas en la cueva de Arkalojori, Museo Arqueológico de Heraclión.

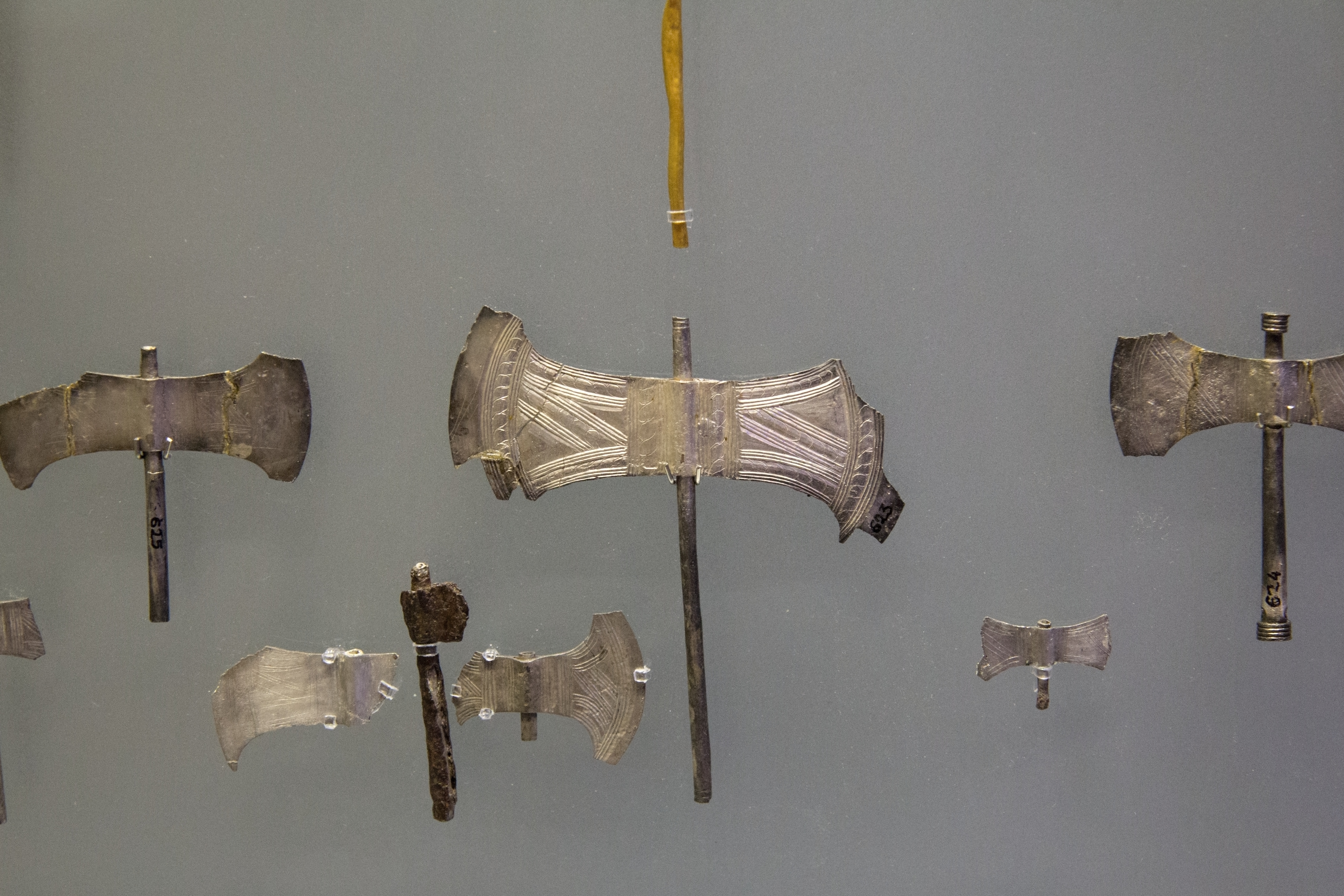
Algunas de las dobles hachas de plata halladas en la cueva de Arkalojori, Museo Arqueológico de Heraclión.

En el territorio de Arkalojori, a unos 4 km de los restos del palacio de Galatás, se encuentra una cueva donde se han hallado importantes restos minoicos. Se trata de una cueva de unos 30 m de largo que se derrumbó parcialmente, quizá debido a un terremoto, a finales del periodo minoico tardío I, lo que ha permitido que algunos de los hallazgos se hayan conservado hasta que las excavaciones los han sacado a la luz. 
Una primera investigación de la cueva fue realizada por Iosif Hatzidakis, pero las principales excavaciones que la descubrieron de forma completa fueron dirigidas por Spyridon Marinatos en torno a 1934. 
Entre los hallazgos destaca una gran cantidad de objetos de oro, plata y bronce, como cuchillos, espadas y dobles hachas. Es destacable que tres de estas dobles hachas contienen inscripciones: dos de ellas presentan signos en lineal A donde figura una palabra cuya transcripción fonética es I-Da-Ma-Te. Otra presenta una serie de caracteres que se han relacionado con los del disco de Festo.
Por los hallazgos del lugar, se cree que esta cueva estaba destinada a ser un lugar de culto de una divinidad guerrera. También se ha sugerido que la cueva podría identificarse con el mítico laberinto de Creta, por la asociación del nombre de «laberinto» (en griego, λαβύρινθος) con «labrys» (en griego, λάβρυς), nombre usado para denominar a las hachas de doble filo.